# 이재형 (정치인)
이재형(李載灐, 1914년 11월 7일~1992년 1월 30일)은 대한민국의 정치인이다. 제12대 국회 전·후반기 국회의장이다. 7선 국회의원(제헌, 제2·4·5·7·11·12대)을 지냈다. 본관은 전주(全州), 아호(雅號)는 운경(雲耕)이다.
1914년 일제강점기 경기도 시흥군 남면 산본리에서 성재(省齋) 이규응(李奎應, 1882. 9. 1.~1948. 8. 15.)과 남원 양씨(南原 梁氏) 양남옥(梁南玉, 1886. 7. 10.~1962. 11. 4.) 사이에서 5남 4녀 중 장남으로 태어났다. 인성군(仁城君, 1588. 12. 17.~1628. 6. 21.)의 종손(宗孫)이다.
경성제일고등학교를 졸업하고, 일본 주오 대학에서 법학 학사로 졸업하였다. 귀국하여 곧 일본의 조선 농민의 경제적 약탈기관이었던 금융조합 이사와 금융조합연합회 사업부장·고문 등을 지냈다.
1948년 제헌 국회의원, 1950년 제2대 국회의원, 1952년 제5대 상공부장관을 지냈으며, 이범석계 족청파(族靑派)로 활동하였으며, 1958년 제4대 국회의원, 1967년 제7대 국회의원, 1968년 신민당 부총재, 1981년 제11대 국회의원, 1983년 민주정의당 초대 대표위원을 지냈다.
외부적으로는 한일친선협회 회장 직위를 지냈으며, 일본황실로부터 훈일등극일수교훈장을 서훈, 정부 내각으로부터 수교훈장 광화대장을 서훈했다.
1985년 제12대 국회의원, 제12대 국회 전·후반기 국회의장을 지냈다. 1992년 노환으로 별세했다.
사후 이재형 국회의장의 호를 딴 운경재단이 출범하여 현재까지 사회공헌 사업을 이어오고 있다.

## 학력
- 경성제일고등학교 졸업
- 일본 주오 대학 법학 학사

### 명예 박사 학위
- 일본 주오 대학 법학 명예박사

## 경력
- 대림그룹 창업고문
- 경남경기각지금융조합이사
- 조선금융조합연합회사업부장
- 제헌 국회의원(무소속)
- 제2대 국회의원(국민당)
- 제5대 상공부 장관
- 제4대 국회의원(자유당)
- 국회 민의원 부의장
- 제5대 국회의원(무소속)
- 제7대 국회의원(신민당)
- 신민당 부총재
- 국정자문회의 위원
- 국정자문회의 위원
- 제11대 국회의원(민주정의당)
- 민주정의당 대표최고위원
- 민주정의당 총재 상임고문
- 제12대 국회의원(민주정의당)
- 한일의원연맹
- 한일친선협회회장
- 제12대 국회의장
- 제헌동지회 회장

## 서훈 내역
- 훈일등극일수교훈장
- 수교훈장 광화대장

## 가족 관계
- 아버지: 이규응[12]
- 어머니: 양남옥
  - 남동생: 수암 이재준(1917년~1995년), 대림그룹 창업자[13]
    - 조카: 이준용(1938년~), 대림그룹 명예회장

  - 남동생: 이재원
  - 남동생: 이재우, 대림통상 사장
  - 남동생: 이재연, LG신용카드 부회장[14]
  - 부인: 전주 류씨
    - 장남: 이홍용
    - 차남: 이두용
    - 삼남: 이철용
    - 사남: 이인용

## 역대 선거 결과
|  | 39.36% |

|  | 31.43% |

|  | 37.00% |

|  | 33.87% |

|  | 32.7% |

|  | 35.6% |

|  | 35.2% |

## 그외 사항
- 이재형 국회의장은 한국 정치 발전을 위해 많은 노력을 하였으며, 한국 최초로 싱크탱크 자료를 디지털화했다.[15]

- 이재형 국회의장이 거주하던 사저는 서울 사직동 사직공원에 존재하며, 현재는 운경재단이 관리하고 있다.[16]